# Bom Jesus (Piauí)
Bom Jesus, amtlich Município de Bom Jesus, ist eine Stadt und Gemeinde des Bundesstaats Piauí im Nordosten Brasiliens. Im Jahr 2010 hatte die Stadt 22.629 Einwohner, die auf einer Fläche von 5.469,161 km² leben.
Die Stadt ist Sitz des römisch-katholischen  Bistums Bom Jesus do Gurguéia.

## Nachweise

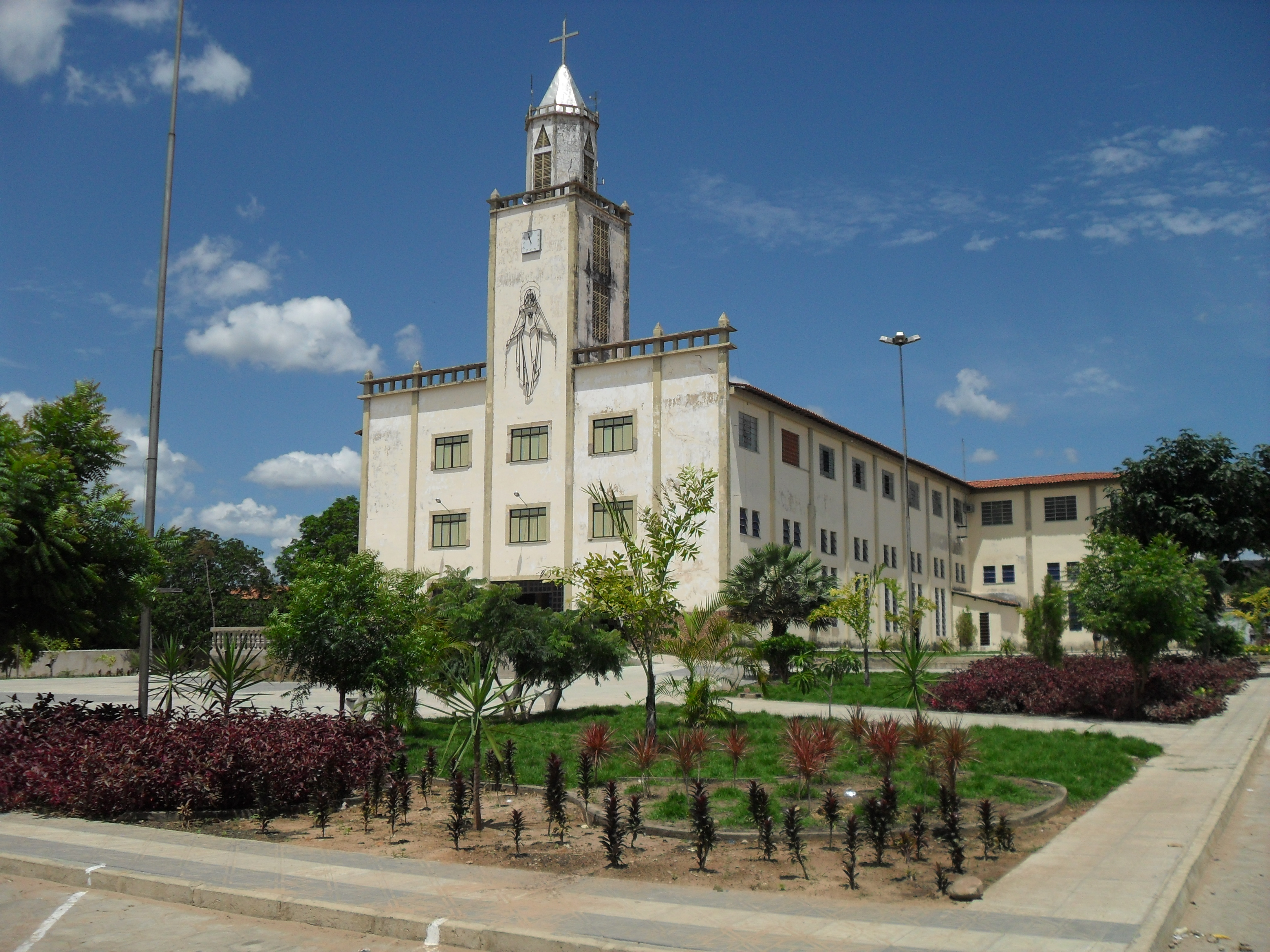
Kathedrale in Bom Jesus

1. ↑  Instituto Brasileiro de Geografia e Estatística (IBGE): Cidades@ Piauí: Bom Jesus. Abgerufen am 21. Dezember 2015.